# 平内町立平内中学校
平内町立平内中学校（ひらないちょうりつ ひらないちゅうがっこう）は、青森県東津軽郡平内町大字小湊にある公立中学校。

## 概要
町内にある小湊・東平内・西平内の3校の生徒数減少などにより、3校を統合して開校した。なお、校舎は既存の3中学校校舎を使用せず、2021年（令和3年）3月31日に閉校した青森県立青森東高等学校平内校舎を改修した上で使用開始した。校名は、町名である「平内」を冠することになった。

## 沿革
- 2022年（令和4年）
  - 3月16日 - 校章デザインが決定[3]。
  - 7月1日 - 校歌の募集を開始（同年9月30日まで）[4]。
- 2023年（令和5年）
  - 3月24日 - 校歌が決定[5]。
  - 4月1日 - 町内3中学校を統合し、開校[6]。
  - 4月7日 - 開校式と第1回入学式を挙行[1][7]。新入生70人を含む全校生徒210名でスタートを切った[8]。
- 2024年（令和6年）3月9日 - 第1回卒業式挙行。最初の卒業生は72名[9]。

## 通学区域
- 平内町全域

## 校歌
- 作詞・作曲 - 梅原晃[10]

## 周辺
- 国道4号
- 産業技術センター林業研究所

## アクセス
- 下北交通青森線、平内町民バスよごしやま環状線・東田沢線の「小湊新道」バス停（国道4号上）から、徒歩約350m・約6分。
- 平内町民バス「平内中学校通り」[11]バス停から、徒歩約440m・約7分。
- 青い森鉄道線小湊駅から、徒歩約1.5km・約23分。